# 2011년 7월 한국 중부 집중호우
2011년 한국 중부 집중호우는 2011년 7월 25일 저녁의 소나기를 시작으로, 7월 28일까지 내린 집중호우다. 주로 대한민국의 수도권, 강원도 영서, 경상남도 등을 중심으로 많은 비가 내리면서 강물이 범람하고, 주택이 침수되는 등 많은 피해가 전국적으로 발생하였다. 또한 서울특별시 서초구 우면동, 강원도 춘천시 신북읍 등지에 산사태가 발생하면서 많은 사상자가 발생하였다.

## 원인

### 날씨
대한민국 기상청 측에 의하면, 북태평양 고기압을 따라서 강한 남서풍을 타고 들어온 따뜻하고 습한 공기가, 대기 중하층에 위치한 건조한 공기와 충돌하면서 대기가 불안정해졌다고 한다. 또한 사할린섬 지역에 위치했던 저지 고기압으로 인해 기압이 정체되면서, 중부 지방과 같은 좁은 지역에 비가 몰리고 집중호우가 발생했다고 발표했다.

### 행정
빗물을 지하로 보내는 빗물받이가 1m는 돼야 하는데 대부분 40cm라는 점이 원인의 하나로 지적됐다. 게다가 이마저도 관리가 안 돼 오물이 끼어 악취가 나는 것은 당연하며 결국 오세훈이 추진하는 서울 디자인에 신경을 쓰다 보니 구멍이 좁아졌고, 피해를 불렀다는 것이다. 또한 서울시는 보도블록과 간판에 디자인을 도입한다며 디자인거리와 르네상스거리에 2,133억 원을 투입했다. 그러나 30곳의 디자인거리 중 26곳은 물 빠짐 기능이 거의 없는 화강판석을 사용한 점도 문제로 지적됐다. 우면산 산사태 이전에 산림청이 서초구로 경고 문자메시지를 발송한 것도 드러났으나 서초구는 이를 받지 못했다고 밝히면서 책임논란이 불거지기도 했다.

## 피해
2011년 7월 27일부터 한국 중부에 막대한 양의 비가 내리면서 막대한 피해가 속출했다. 특히 27일 오전에 서울특별시 관악구에 시간당 110.5mm의 집중호우가 내리는 등 중부지방을 중심으로 시간당 수십 ~ 113mm의 비가 쏟아지면서, 산사태, 하천 범람, 하수구 역류 등으로 서울 도심이 물바다가 되고 교통이 통제되어 출퇴근하던 시민들은 큰 불편을 겪었다. 수도권 전철 1호선 오류동역이 일시적으로 침수되어 운행이 중단되기도 했고, 분당선 선릉역 등도 마찬가지 상황에 휩싸였다. 특히 2010년에도 수해가 났던 강남역 사거리가 침수되면서 이동통신이 일부 먹통이 되고 물에 갇히는 사태가 발생해 서울시 수방정책에 문제를 제기하는 사람도 많아졌다. 광화문 일대도 범람했고, 청계천도 큰 물에 휩싸여 사람들의 출입이 통제되었다. 강남구의 삼성동 포스코 사거리도 물에 잠겼고 일부 지역에는 정전사태가 일어났다. 특히 서초구 방배동의 경우 정전사태가 길어져 차질을 빚었다. 관악구의 도림천, 경기도 광주의 경안천이 범람하면서 많은 피해가 났다. 한강 잠수교, 서울의 도시고속도로인 올림픽대로와 강변북로 일부 구간, 동부간선도로 전 구간과 서울과 경기도 일대 많은 도로들의 통행이 불가했다. 또 산사태로 춘천의 펜션이 붕괴하고 우면산 붕괴로 마을 주민들이 고립되고 동두천, 포천 일대에서 산사태가 발생하고 교통이 마비되는 등 곳곳에서 피해가 속출했다.

## 주요 피해 상황
- 대한민국의 사망자수 : 69명
- 대한민국의 실종자수 : 8명

### 우면산 산사태

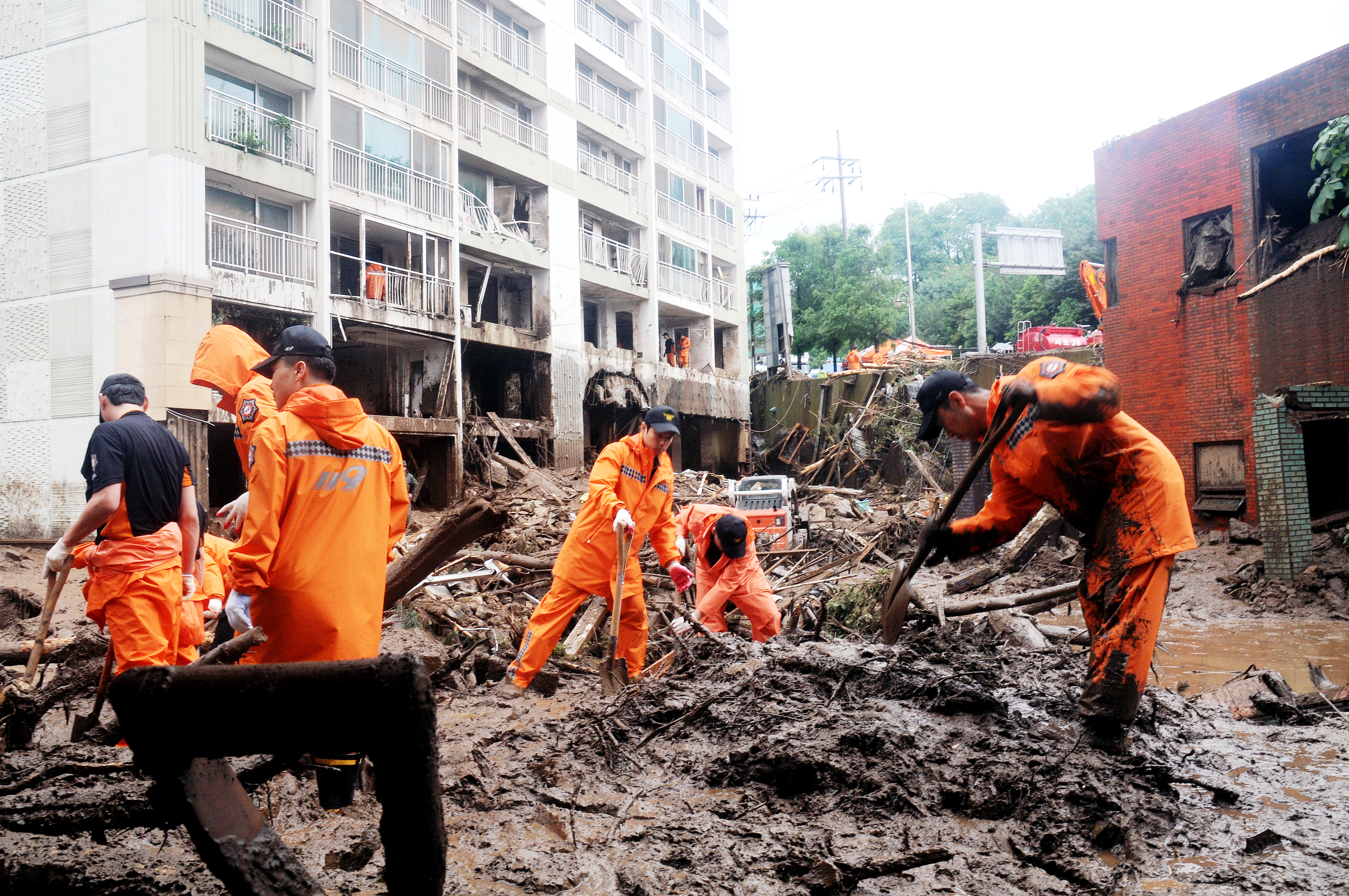
남부순환로에 위치한 래미안 아파트에서 서울시 소방관들이 복구 작업을 벌이고 있다.

서울특별시 서초구 우면동에 위치한 우면산 주위에서 산사태가 여럿 발생, 형촌마을과 전원마을 등에서 18명이 사망했다. 사망자 중에는 신세계그룹 구학서 회장의 부인 양명숙도 있었다. 산사태로 인해 남부순환로 방배동 구간이 이틀 이상 통제되기도 했다.
산사태로 우면산 부근에 매설된 대인지뢰가 유실되었다는 논란이 있었다. 우면산에는 지대공 미사일 등이 배치된 방공진지를 보호하기 위해 1960년대 중반부터 1000발의 M14 지뢰가 매설되었으며, 이 가운데 10여 발은 1999년과 2006년 사이에 실시한 지뢰 제거작업에서도 끝까지 회수하지 못했다. 합동참모본부는 우면산 등 이번 집중호우 지역에 대한 지뢰탐지 및 수색작전을 예하부대에 긴급 지시했다.

### 경원선소요산-신탄리간 열차 운행 중단
집중 호우로 인해 신천의 범람으로 인해 초성철교가 유실이 되어 소요산역과 신탄리역 간의 모든 여객 업무가 중단되었다. 이로 인해 초성리, 신탄리 등의 주민의 출퇴근 불편이 야기되었다. 운행 재개일은 통근열차의 안전운행을 위한 각종 정밀진단 및 복구공사 기간 등 여러 가지 요인을 고려하여 결정할 계획이다.

### 춘천 펜션 산사태매몰
강원도 춘천시 신북읍 천전리 소양강댐 부근에서 발생한 산사태로 펜션(pension)이 매몰(埋沒)돼, 투숙중이던 인하대학교 발명 동아리인 '아이디어 뱅크' 학생 10명과 인근 주민 3명이 숨지는 참변이 일어났다. 이들은 초등학생을 위한 발명캠프 때문에 춘천에 간 것이었다.

## 같이 보기
- 호우경보
- 산사태
- 재난
- 대한민국의 풍수해
- 태풍 무이파 (2011년)

### 유사 사건
- 1990년 한강 대홍수
- 2020년 한반도 집중호우
- 2022년 한국 중부 집중호우